# Sękity
Sękity (deutsch Senkitten) war ein Ort in der polnischen Woiwodschaft Ermland-Masuren. Seine Ortsstelle liegt im Gebiet der Gmina Bisztynek (Stadt- und Landgemeinde Bischofstein) im Powiat Bartoszycki (Kreis Bartenstein).

## Geographische Lage
Die Ortsstelle von Sękity liegt in der nördlichen Mitte der Woiwodschaft Ermland-Masuren, 20 Kilometer westlich der früheren Kreisstadt Rößel (polnisch Reszel) bzw. 18 Kilometer südlich der heutigen Kreismetropole Bartoszyce (deutsch Bartenstein).

## Geschichte
Der kleine Gutsort Senkitten war bis 1928 ein eigenständiges Dorf im ostpreußischen Kreis Rößel. In den Jahren 1933 bis 1342 verlieh der ermländische Bischofsvogt Heinrich von Luter dem Johannes von Rogasen in Senkitten Land nach Kulmer Recht. Nachdem in Kriegszeiten das Dorf wüst geworden und verlassen worden war, überweis Bischof Nikolaus von Tüngen den Ort an die Vikarie in Heilsberg (polnisch Lidzbark Warmiński) wegen Geldzinses.
1785 wurde Senkitten als Gratialgut mit zwei Feuerstellen und zugehörig zur Heilsberger Vikarie bezeichnet, 1820 als adliges Erbpachtgut mit zwei Feuerstellen bei 24 Einwohnern.
Als 1874 der Amtsbezirk Klackendorf (polnisch Troszkowo) gebildet wurde, wurde der Gutsbezirk Senkitten ein Teil desselben. Im Jahre 1885 zählte Senkitten 36 Einwohner, im Jahre 1910 waren es schon 68.
Am 30. September 1928 gab Senkitten seine Eigenständigkeit auf und wurde in die Landgemeinde Gerthen (polnisch Kokoszewo) eingegliedert.
In Kriegsfolge wurde 1945 das gesamte südliche Ostpreußen an Polen abgetreten. Senkitten erhielt die polnische Namensform „Sękity“. Nur noch in den ersten Nachkriegsjahren fand der Ort Erwähnung, heute wird er nicht mehr genannt und scheint im Nachbarort Kokoszewo (Gerthen) aufgegangen zu sein. Seine Ortsstelle gehört zum Gebiet der Stadt- und Landgemeinde Bisztynek (Bischofstein) im Powiat Bartoszycki (Kreis Bartenstein), zwischen 1975 und 1998 der Woiwodschaft Olsztyn, seither der Woiwodschaft Ermland-Masuren zugehörig.

## Kirche
Kirchlich war Senkitten vor 1945 nach Bischofstein (Bisztynek) hin orientiert: zur dortigen evangelischen Kirche innerhalb der Kirchenprovinz Ostpreußen der Kirche der Altpreußischen Union und auch der römisch-katholischen Kirche der Stadt im damaligen Bistum Ermland.

## Verkehr
Die Ortsstelle Sękitys liegt an der Straße, die von Bisztynek über Sułowo (Schulen) nach Rokitnik (Thegsten) führt.